# Levon James
Levon James è un mixtape del rapper statunitense King Von, pubblicato il 6 marzo 2020, su etichetta Only the Family Entertainment e Empire.

## Descrizione
Prodotto esecutivamente da Chopsquad DJ, presenta le apparizioni di Lil Durk, Booka600, G Herbo, NLE Choppa, Tee Grizzley, YNW Melly e Yungeen Ace. Il mixtape ha raggiunto la quarantesima posizione della Billboard 200.

## Tracce
1. Something Else – 2:08
2. Took Her to the O – 3:06
3. On Yo Ass (feat. G Herbo) – 2:37
4. 2 A.M. – 2:00
5. Down Me (feat. Lil Durk) – 2:02
6. Rollin' (feat. YNW Melly) – 2:33
7. Same As Us – 1:52
8. Message (feat. NLE Choppa) – 2:58
9. Broke Opps – 2:37
10. Trust Issues (feat. Yungeen Ace) – 2:33
11. Don't Want to Be Me – 4:40
12. Block – 2:45
13. Str8 (feat. Tee Grizzley) – 3:05
14. 3 A.M. – 2:06
15. Baguette's (feat. Booka600 e Lil Durk) – 2:49
16. See Me Make It – 2:17